# IAB 스튜디오
IAB 스튜디오(IAB Studio)는 대한민국의 래퍼 빈지노를 비롯 김한준, 신동민 등으로 구성된 7인조 팀 및 스튜디오이다. 2013년 빈지노의 싱글 "Dali, Van, Picasso"의 아트워크를 시작으로 아트워크 및 설치 미술 작업을 하였으며 2014년부터 스튜디오로서 설립하였다. 팀의 이름인 "IAB"는 "I've Always Been"의 약자이다.

## 배경
IAB스튜디오는 빈지노를 비롯, 그의 친구들인 김한준, 신동민이 모여 결성하였다. 팀의 이름인 "IAB"는 "I've Always Been"의 약자로, "항상 그래왔듯, 앞으로 변함없이" 라는 의미와 함께 어린시절부터 지내온 세 사람의 정체성을 담았으며 팀의 키워드는 아날로그이다.
아트워크 디자인 및 설치 미술, 협업, 브랜딩을 하는 팀은 2013년 빈지노의 싱글 "Dali, Van, Picasso"의 아트워크를 시작으로 Up All Night EP, 〈어쩌라고 (So What)〉 등 빈지노의 주요 아트워크를 담당하였고 또한 무대 연출도 기획하였다. 공개적으로 알려진 것은, 2015년 3월 10일 빈지노는 Mnet 《4가지쇼 시즌2》에 출연하여 방송을 통해 팀에 관한 소개, 작업실 및 작업 모습 등 공개하며 알려지기 시작하였다. 이어 2015년 5월 22일, 유튜브를 통해 'IAB 라이브' 공개를 시작으로 동시에 공식 홈페이지를 런칭하였다. 이어 10월 19일, 빈지노의 싱글 "Break" 뮤직비디오에 출연하기도 하였다.
이후, 빈지노 뿐만이 아니라 수란, 에디 킴 등 다른 아티스트의 아트워크를 전담하였다. 2016년 4월 25일에는 공식 인스타그램을 개설하였다. 2016년에는 빈지노의 정규 음반 12의 머천다이즈를 비롯, 아트워크 뿐만 아니라 롯데 빼빼로, 던힐 등 기업과의 협업을 진행하기도 하였고, 9월, 대림미술관 디라운지에서 전시회 《IAB INSIDE》를 가졌다. 2017년에는 공식 홈페이지를 개편하였고 머천다이즈를 판매하기도 하였다. 이어 강동석, 권하율, 차슬아를 비롯한 3명의 멤버가 합류하여 6인조가 되었다.

## 작품 목록

### 아트워크
- 빈지노 - "Dali, Van, Picasso" (2013)
- 빈지노 - Up All Night EP (2014)
- 피제이 - "After Summerday"
- 피제이 - "OUT OF MY MIND (OOMM)"
- 주효, 핫펠트 - "There Must Be" (2015)
- 빈지노 - "어쩌라고 (So What)" (2015)
- 피제이 - WALKIN' Vol.1 (2015)
- 빈지노 - "Break" (2015)
- 수란 - "Calling in Love" (2015)
- 빈지노 - "We Are Going To" (2015)
- 피제이 - "MOONSTRUCK" (2016)
- 영 웨스트 - "Going Back to Cali" (2016)
- 에디 킴 - "팔당댐" (2016)
- 빈지노 - "Life In Color" (2016)
- 빈지노 - 12 (2016)
- 정진운 - WILL (2016)
- 수란 - 〈겨울새〉 (2016)
- 재지팩트 - Waves Like (2017)
- 수란 - Walkin' (2017)
- 정진운 - "Love Is True" (2017)
- 임슬옹 - 〈너야〉 (2017)
- 크러쉬 - Outside (2017)
- 지코 - TELEVISION (2017)
- 피제이 - WALKIN' Vol.2 (2017)
- 저스디스, 팔로알토 - "4 the Youth" (2018)
- 로꼬 - "시간이 들겠지" (2018)
- 아이유 - "삐삐" (2018)
- 빈지노 - "Fashion Hoarder" (2019)
- 니니즈 - 같이 “마실” 가요 (2020)

### 영상
- 빈지노 - 〈어쩌라고 (So What)〉 (2015), "Break" (2015)